# Burgstall Dasing
Der hoch- bis nachmittelalterliche Burgstall Dasing liegt etwa 200 Meter nordwestlich des Dasinger Ortsteiles Sankt Franziskus (Gemarkung Wessiszell) auf einem niedrigen Hügelsporn im Landkreis Aichach-Friedberg, Schwaben. Von der mittelgroßen Burganlage haben sich nur Erdwerke und ein Gewölbekeller erhalten.

## Geschichte
Hoch- und Spätmittelalter

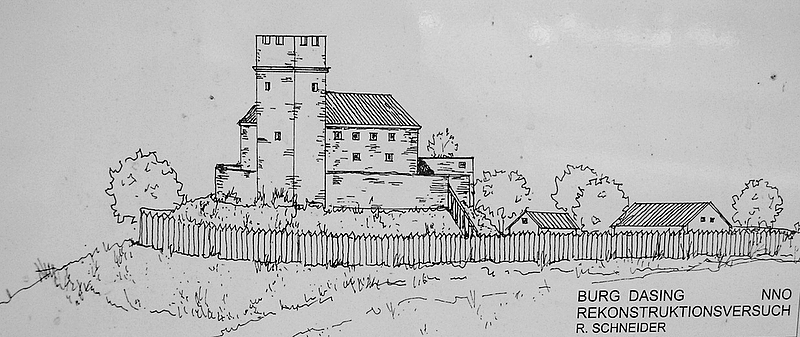
Rekonstruktion der Burg auf der Infotafel vor dem Kellergewölbe

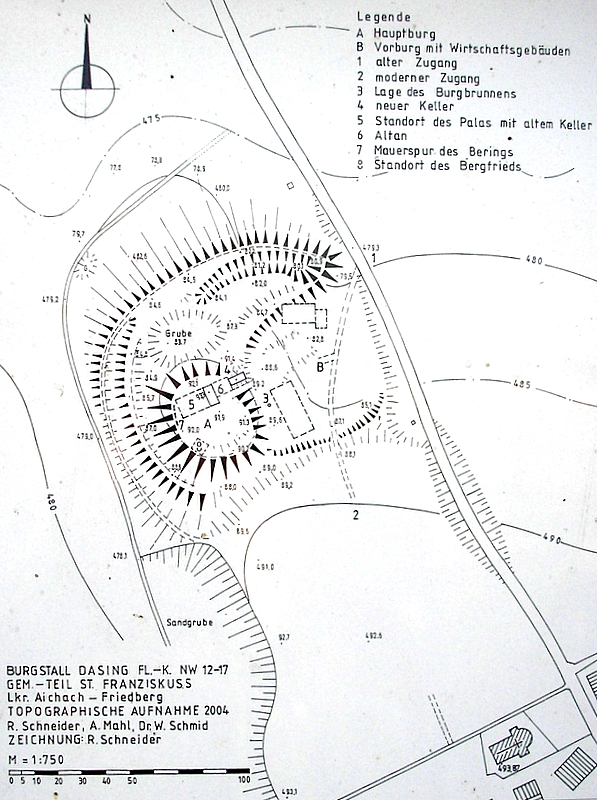
Topographischer Geländeplan auf der Infotafel

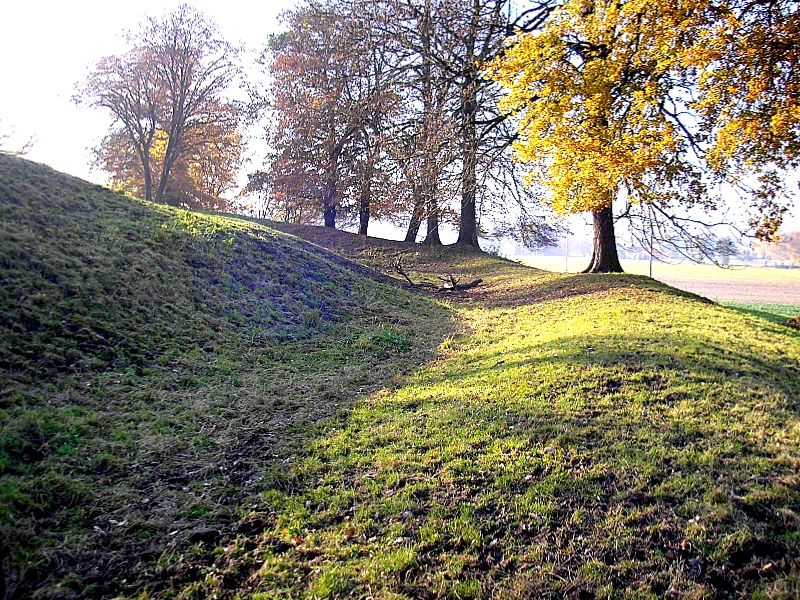
Die Reste des Wallsystems der Nordseite

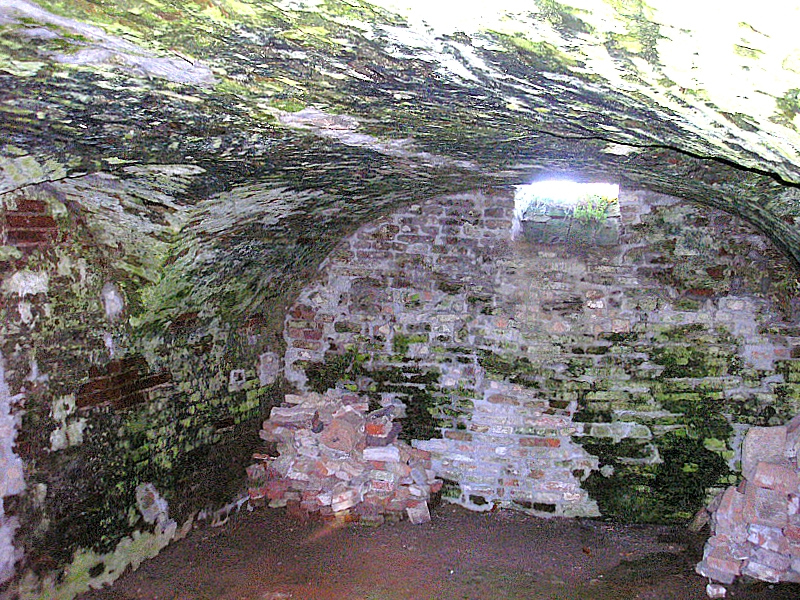
Der erhaltene Gewölbekeller nach Westen

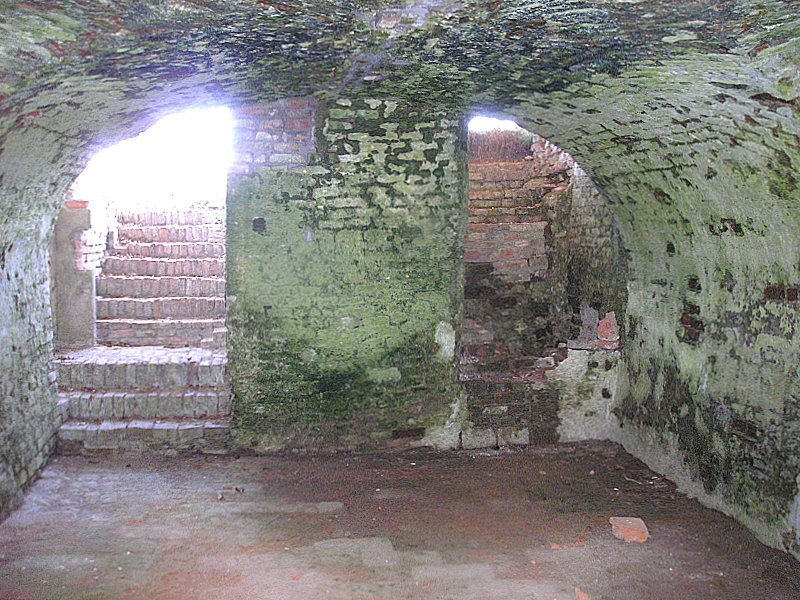
Gegenblick nach Osten mit den beiden Zugängen

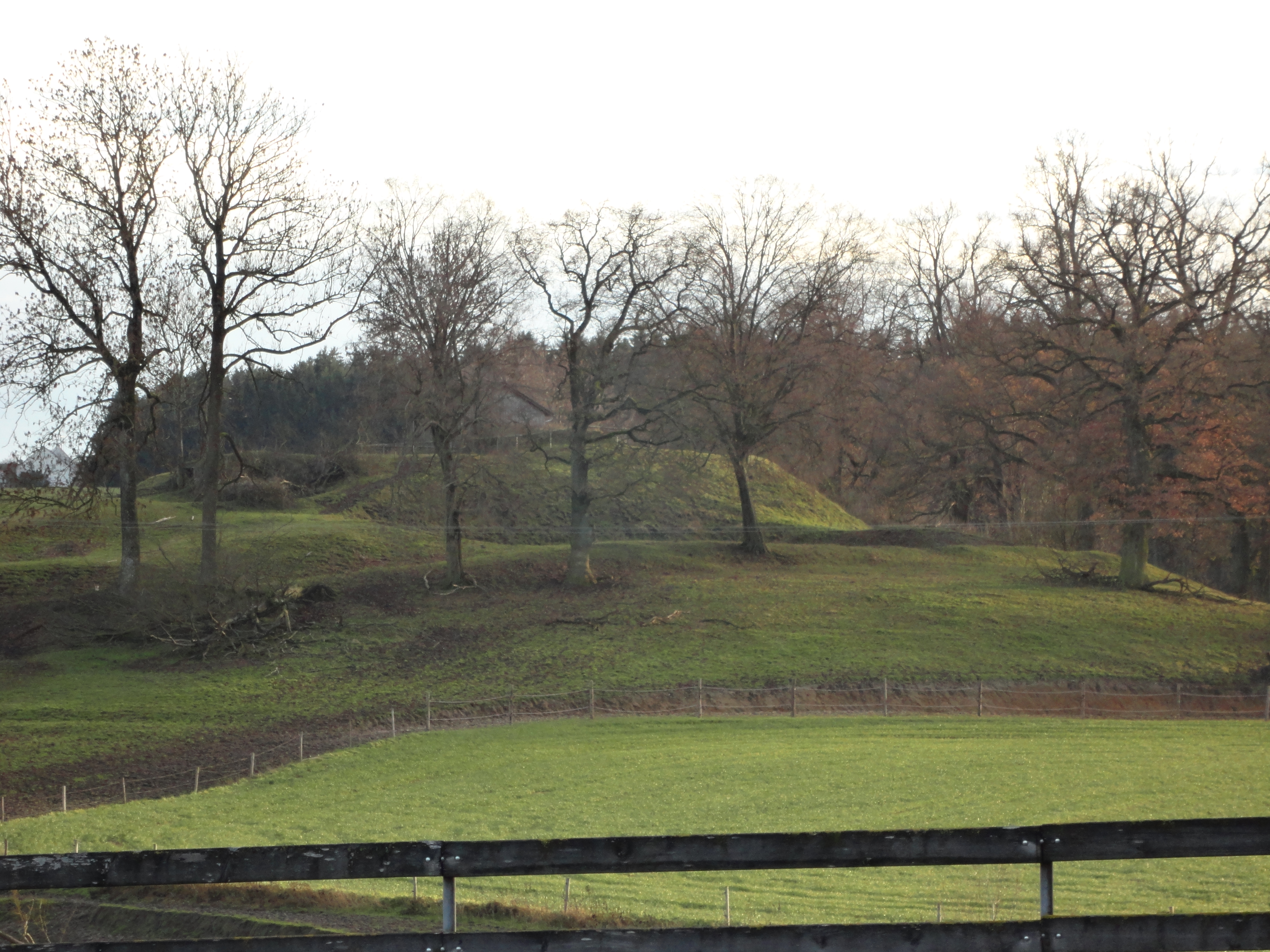
Die Anhöhe der ehemaligen Burg vom Hofbauern aus betrachtet

Die Veste entstand um die Mitte des 13. Jahrhunderts unter Arnold I. von Massenhausen, einem Gefolgsmann Herzog Ludwigs II. des Strengen. 1334 erscheint ein Ortlieb von Taesingen in den Schriftquellen. 1352 stifteten die fünf Söhne (alle genat die Mezzenhuser von Tesingen) eine Kaplanstelle für die Burgkapelle. 1397 und 1400 wurden Friedrich Massenhauser von Dasing und sein Vetter Wilhelm als letzte ihres Stammes urkundlich
erwähnt.
Als ritterbürtige Burgmannen dienten den Massenhausern die Kärpf (Kerpf) von Dasing, deren redendes Wappen einen Karpfen zeigte. 1324 bezeichneten die Brüder Arnold III. und Ortlieb von Massenhausen Johann von Taesingen als „vnsern Ritter“.
Nach dem Aussterben der Herren von Massenhausen kam die Herrschaft Dasing im Erbgang an Arnold Ebran von Wildenberg, dem Gemahl der Elisabeth I. von Massenhausen. 1424 verkauften dessen Erben, die Töchter Arnolds VI. von Massenhausen, ihre Anteile (die halbe Burg) an Hans Fraunberger zu Massenhausen. Die Fraunberger ließen die Anlage durch einen Pfleger verwalten, wohnten also nicht selbst auf der Burg.
Im Reichskrieg gegen Herzog Ludwig IX. den Reichen von Bayern-Landshut verwüsteten ungefähr 400 Augsburger Reisige den Ort Dasing. Ob damals auch die Burg erstürmt wurde, ist nicht bekannt.
Als Hans Fraunperger 1477 verstarb, verkaufte seine Witwe Anna von Pappenheim ihre Ansprüche gegen eine Leibrente an Herzog Ludwig IX. 1478 fochten die beiden Töchter des Erblassers das Testament ihres Vaters erfolgreich vor dem Reichskammergericht an. 1482 bzw. 1490 gaben die Damen ihre Anteile an den kaiserlichen Kämmerer und Hofmarschall Siegmund Prüschenk weiter, dessen Bruder Heinrich bereits im Februar 1490 als Pfleger auf der Burg amtierte. Im Oktober dieses Jahres jedoch forderten die Erben der Schwestern des Fraunbergers den Besitz erfolgreich ein. Die Neuburger Landtafel nennt Johannes von Gegenberg, Marquard von Schellenberg und Jörg Pienzenauer als neue Besitzer.
Bereits 1490 bezeichnete sich Sigmund Prüschenk – Hardegg als „Newer haußwirt Zü Täsing“. Die Brüder Sigmund und Heinrich Prüschenk hatten die 1492 die Anteile des Schellenbergers und 1494 den Teil des Schongauer Pflegers Jörg von Pienzenau erworben.
Frühe Neuzeit
Zu Beginn des 16. Jahrhunderts befand sich die Herrschaft im Besitz des Grafen Heinrich von Hardegg. Der Graf verkaufte die Burg wiederum an den Augsburger Patrizier Georg Ilsung, der die Veste an den reichen Kaufmann Philipp Adler weitergab. Der kaiserliche Rat und Finanzier der Habsburger veräußerte Dasing anschließend an Wolf II. von Weichs zu Griesbach, der ab 1518 den Beinamen „zu Dasing“ führte. Die Herren von Weichs hielten die Herrschaft über fünf Generationen, bis der Ansitz schließlich 1632 während des Dreißigjährigen Kriegs durch schwedische Truppen zerstört wurde.
Die Vormünder der Erbin Eva Maria von Weichs mussten die Hofmark deshalb infolge  des „feindtlich beschehenen einfahls vnnd hierauf eruolgten landtruins“  1644  an Abt Ulrich Hertfelder (Kloster St. Ulrich und Afra zu Augsburg) verkaufen. Als Kaufpreis wurden 19 000 rheinische Gulden festgesetzt. Für den Vertragsabschluss berechnete man zusätzlich 400 Gulden Trink- und Zehrgeld (Leikauf). Der Vertrag wurde allerdings erst 1656 nach vollständiger Bezahlung der Kaufsumme quittiert. Das Reichsstift St. Ulrich und Afra blieb anschließend bis zur Säkularisation im Besitz der Hofmark Dasing.
18. bis 21. Jahrhundert
Der Kupferstecher Michael Wening dokumentierte auf seiner Ansicht von 1701 einen geplanten Schlossbau auf dem Gelände der zerstörten Burg. Der unter Abt Willibald Popp projektierte Neubau konnte jedoch nicht verwirklicht werden. Damals wurde das Untergeschoss des Palas der Burg noch von einem Gärtner bewohnt. Dieses „Gärtnergütl“ kaufte 1877 der Hofbauer, dessen Besitz unmittelbar an den Burgstall angrenzte. Eine alte Fotografie (um 1904, Abb. bei Rischert) zeigt ein zweigeschossiges Kleinbauernanwesen mit winkelförmig angebautem Stadel, das wohl um 1910 abgebrochen wurde. Die letzten Bewohner sollen an einer Grünspanvergiftung verstorben sein. Der Hofbauer entnahm der Burgruine zahlreiche Steine als Baumaterial, so dass heute nur noch das gemauerte Kellergewölbe des Hauptgebäudes erhalten ist. 1889 erwarb der Hofbauer das „Jägergütl“ auf der ehemaligen Vorburg hinzu. 1938 brannte dieses Anwesen ab und wurde abgebrochen. Bei dieser Gelegenheit verebnete man den Innenraum der Vorburg und füllte den alten Burgbrunnen auf.
Zum Tag des offenen Denkmals 2005 wurde eine Informationstafel vor dem erhaltenen Kellergewölbe der Hauptburg aufgestellt. Später errichtete die Gemeinde über diesem Zugang ein hölzernes Schutzdach.

## Beschreibung
Der Burgstall der Höhenburg liegt auf einem niedrigen Hügelsporn zwischen dem „Hofbauer“ und St. Franziskus. Das Plateau der Hauptburg erhebt sich nur etwa 13 Meter über dem Talboden.
Die stattliche Burganlage bestand aus dem ovalen Hauptburgkegel (ca. 23 × 25 Meter) und der nördlich und östlich vorgelagerten Vorburg mit dem Wirtschaftshof. Durch den ehemaligen Halsgraben führt heute die Ortsverbindungsstraße nach St. Franziskus. Das Gelände der Vorburg wurde 1938 nivelliert, der etwa 38 Meter tiefe Burgbrunnen vollständig eingefüllt.
Vor der Nordostseite des Burgstalles haben sich die Reste des Wallgrabens mit seinem Vorwall erhalten. Im Nordwesten ist das Wallsystem durch eine große Materialgrube zerstört. Nach Westen fällt das Areal in einer steilen Geländestufe ab, die Befestigung der Südseite ist weitgehend verebnet.
Das Hauptgebäude auf dem Kernwerk war wahrscheinlich dreigeschossig. Im Osten war eine Altane vorgelagert. Im Südwesten erhob sich ein quadratischer Turmbau, wohl der Bergfried.  Eine kleine Abbildung auf der Landtafel Philipp Apians (1568) zeigt diesen Turm mit einigen Fensteröffnungen und einem Zinnenkranz. Um das Plateau lief eine Ringmauer, von der im Westen noch geringe Reste feststellbar sind.
Bemerkenswert ist der gut erhaltene Gewölbekeller des ehemaligen Palas auf dem Hauptburgplateau. Von Süden führten zwei Eingänge hinab. Der nördliche Treppenabgang ist noch benutzbar, der südliche nur in Resten erhalten. Der Keller wurde vollständig aus Backsteinen aufgemauert. Der originale Bodenbelag ist noch weitgehend vorhanden. Der gewölbte Raum diente auch dem späteren „Gärtnergütl“ als Lagerkeller. Im Oberteil der Westwand durchbricht ein rechteckiger Lichtschacht das Mauerwerk.
Ein weiterer kleiner Gewölbekeller aus späterer Zeit – wohl dem 19. Jahrhundert – liegt unter der ehemaligen Altane auf der Ostseite.
Das Bayerische Landesamt für Denkmalpflege verzeichnet das Bodendenkmal als mittelalterlichen Burgstall unter der Denkmalnummer D-7-7632-0003.